# 平涼郡
平涼郡（へいりょう-ぐん）は中華人民共和国甘粛省にかつて設置された郡。現在の平涼市一帯に相当する。
五胡十六国時代の358年（永興2年）、前秦により平涼郡が設置され、郡治は高平鎮（後に鶉陰鎮に移転）と定められた。
582年（開皇2年）、隋朝により廃止されている。

## 下部行政区
- 鶉陰県 - 北周により廃止。
- 鶉觚県